# Sona Salmanova
 Sona Sadykh gizi Salmanova (* 12. Mai 1956 in Ghursali, Armenien) ist eine aserbaidschanische Richterin. Sie wurde 2005 stellvertretende Vorsitzende des aserbaidschanischen Verfassungsgerichtshofs.

## Leben und Werk
Salmanova besuchte von 1963 bis 1973 die Sekundarschule Nr. 29 der Stadt Gəncə. 1979 absolvierte sie die Juristische Fakultät der Aserbaidschanischen Staatlichen Universität (BSU). 1984 absolvierte sie Fortbildungskurse für Richter in Moskau und 1988 schloss sie ein Referendariat am Obersten Gerichtshof der UdSSR ab. Von 1979 bis 1980 war sie Gerichtsschreiberin am Stadtgericht von Baku und anschließend von 1980 bis Juli 1983 Sekretärin des Plenums des Obersten Gerichtshofs der Republik Aserbaidschan und Leiterin des Sekretariats des Präsidiums.
Sie arbeitete von 1983 bis 1998 als Richterin am Obersten Gerichtshof der Republik Aserbaidschan. Am 14. Juli 1998 wurde sie durch Beschluss des Milli Majlis, der Nationalversammlung der Republik Aserbaidschan, zur Richterin des Verfassungsgerichts der Republik Aserbaidschan ernannt. Mit Beschluss des Präsidenten der Republik Aserbaidschan, İlham Əliyev, vom 16. Dezember 2005 wurde sie zur stellvertretenden Vorsitzenden des Verfassungsgerichts der Republik Aserbaidschan ernannt.
Salmanova ist verheiratet und hat zwei Kinder.

## Auszeichnungen und Ehrungen
Für ihre langjährige Tätigkeit in der Justiz der Republik Aserbaidschan und die vorbildliche Ausübung richterlicher Aufgaben wurde ihr mit Beschluss des Präsidenten der Republik Aserbaidschan vom 17. August 2006  der Ehrentitel Verdienter Rechtsanwalt der Republik Aserbaidschan verliehen.